# Die Räuberbande (Roman)
Die Räuberbande ist der Titel eines erstmals 1914 publizierten Romans mit autobiographischen Zügen des Schriftstellers Leonhard Frank. Erzählt wird die Entwicklung eines rebellischen Würzburger Jugendlichen zum Künstler.

## Überblick
Im Mittelpunkt des Romans steht die Entwicklung Michael Vierkants aus kleinbürgerlichen Verhältnissen zum Künstler: im ersten Teil wird seine Würzburger Kindheit zusammen mit der „Räuberbande“ Gleichaltriger erzählt und die Gesellschaft der Stadt Ende des 19. Jahrhunderts porträtiert; im zweiten Teil bricht er seine Schlosserlehre ab und verlässt Würzburg. Er zieht durch Deutschland und finanziert sich mit Gelegenheitsarbeiten. Dann beginnt er zu malen und studiert an der Kunstakademie in München. Im Bohème-Milieu gerät er in eine Intrige und begeht Suizid.

## Inhalt

### Rebellion und Freiheitsträume
Der erste Teil der Haupthandlung spielt 1899 in Würzburg. Zwölf vierzehnjährige Lehrjungen haben sich nach dem Muster von Karl Mays Winnetou-Romanen zu einer „Räuberbande“ zusammengeschlossen: Michael Vierkant (Old Shatterhand), Andreas Steinbrecher (Winnetou), der einäugige Georg Bang (Falkenauge), der Waise Theobald Kletterer (Rote Wolke), Hans Lux, (König der Lüfte) und Hans Widerschein (Schreiber). Anführer ist der Gastwirtssohn Oskar Benommen (Bleicher Kapitän). Ihr Lagerplatz ist ein unterirdischer Gang in den Weinbergen. Dort verstecken sie gestohlene Weintrauben, Zigarren und einen alten Revolver. An Schillers Drama Die Räuber und Indianergeschichten entzündet sich ihre Fantasie: In ihrer Abenteuer-Romantik träumen sie davon, Würzburg niederzubrennen, mitsamt dem tyrannischen Lehrer Mager, übers Meer nach Nordamerika auszuwandern, dort ein freies Leben zu führen, große Taten zu vollbringen und mit gewaltigen und furchtbaren Aktionen gegen die verhassten Weißen die Indianer zu befreien. So rebellieren sie spielerisch gegen die patriarchalisch-hierarchisch geprägten Normen ihrer Zeit und verarbeiten ihren Frust z. B. gegenüber dem sadistischen Lehrer und dem harten Meister Tritt, bei dem Michael in der Ausbildung ist. Gegen sie richten sich ihre Kämpfe. So stehlen sie Trauben aus den Königlichen Weinbergen, Glasermeister Johann Jakob Streberle zeigt sie an und es kommt zu einer Gerichtsverhandlung. In diesem Zusammenhang prangert der Autor die Doppelmoral der Gesellschaft an: Als Steinbrechers Schwester vom Kaplan ein Kind bekommt, wird der Geistliche in eine Pfarrei außerhalb von Würzburg versetzt, mit seiner Geliebten als Haushälterin. Mutter Steinbrecher erkrankt über den Fall ihrer Tochter vor Scham und stirbt an einer Lungenentzündung.
Allmählich kommt es zu Spannungen zwischen den Bandenmitgliedern. Der „Kapitän“ und der „Schreiber“ randalieren in Georgs Zimmer, worauf sich dieser von der Gruppe trennt. Die Bande zerfällt und die Mitglieder gehen ihre eigenen Wege. Ihre Träume werden durch Erlebnisse und Nachrichten von gescheiterten Auswanderern, die in die Haupthandlung des Romans eingeblendet werden, desillusioniert. Beispielsweise fand Oskars Bruder, der in den USA als Ingenieur arbeiten wollte, dort keine Stelle und kehrt mittellos zurück. Seine Mutter empfindet dies als Schande. Der verwirrte Sohn phantasiert davon, eine neue Mainbrücke zu bauen, wird in die Psychiatrie eingeliefert und stirbt dort nach einem Monat.
Mit Michael Vierkants Verschwinden aus Würzburg beginnt ein neuer Handlungsstrang. Nach Schikanen seines Meisters Tritt hat er vor dem Verlassen der Stadt das Versteck der Räuberbande am Schlossberg angezündet. Auf seinem Weg nach Amerika kommt er jedoch über Frankfurt und Dresden, wo er als Helfer in einer Fahrradfabrik arbeitet, nicht hinaus und kehrt wegen seiner verwanzten Unterkunft nach einem Jahr wieder in die Heimatstadt zurück.

### Entwicklung zum Künstler
Durch Beziehungen seiner Schwester wird Michael als Diener im Würzburger Juliusspital angestellt und beginnt in seiner Freizeit Stadtbilder zu malen. Er befreundet sich mit einer kleinen Künstlergruppe. Der Kunstmaler Franziskus Grünwiesler unterweist ihn. Sie wohnen in einem leer stehenden Haus und spielen ein bisschen Bohème. Nach Eifersüchteleien in der Gruppe verlässt Michael Würzburg und zieht nach München, wo er in die Königliche Akademie der Bildenden Künste aufgenommen wird. In München lernt er das freizügige Leben der Künstlerszene kennen, u. a. durch eine psychisch kranke Malerin, die ihn in ihr Atelier lockt.
Michael sieht einige ehemalige „Räuber“ noch einmal bei ihrem Besuch in München: Hans und Oskar haben ihre Freundinnen dabei: Liesl und die Würzburger Wirts- und Bäckerstochter Käthchen Schlauch. Theobald möchte Schauspieler werden, aber er erhält keinen Vorsprechtermin. Dann trennen sich die Lebenswege endgültig. Die Würzburger kehren nach der Phase jugendlicher Rebellion ins kleinbürgerliche Leben zurück und übernehmen die Rollen ihrer Väter und Lehrmeister, treffen sich in der altrenommierten Weinstube „Zu den drei Kronen“ oder zum Skat in Oskars „Schwarzem Walfisch von Askalon“, wo sie von seiner mit dem dritten Kind schwangeren Frau bedient werden.
Michael dagegen geht seinen eigenen Weg weiter und wird ein guter Maler, aber er gerät im Künstlermilieu in eine Intrigengeschichte. Auf einer Reise nach Genua erreicht ihn ein Brief des Malerfreundes Franziskus Grünwiesler. Dieser bittet ihn um seinen Rat. Er habe seiner Tante 6000 Mark gestohlen und befürchtet die Folgen. Michael schlägt vor, er solle der Tante drohen, sich zu erschießen, wenn sie ihn anzeigt. Nach seiner Rückkehr nach München entdeckt er, dass Grünwiesler den geschilderten Fall nur vorgetäuscht hat, um ihn mit einem belastenden Brief wegen Anstiftung zu räuberischer Erpressung anzuzeigen und sich damit für einen alten Streit zwischen ihnen zu rächen. Beim Verhör durch den Gerichtspsychiater Dr. Karl Robert kann sich Michael mit dem aufbewahrten Brief Grünwieslers entlasten. Trotzdem hat er Selbstmordgedanken und erschießt sich mit dem alten „Räuber“-Revolver. Seine Zimmerwirtin findet seine Leiche, als sie die Mitteilung der Staatsanwaltschaft bringt, das Strafverfahren gegen ihn sei eingestellt worden. Am Tag darauf melden die Zeitungen, dass der Kunststudent Michael Vierkant von der Akademie mit dem ersten Preis ausgezeichnet worden ist.
Im Roman wird Michaels Bildungsweg von einem ihm ähnlichen, älteren und erfahrenen „Fremden“ begleitet, der ihn als Mentor führt. Vielleicht spricht dieser als Stellvertreter des Autors, der seine jüngere Entwicklungsstufe betrachtet.

## Form
Im 5. Kapitel seines autobiographischen Romans „Links wo das Herz ist“ lässt Franks seinen Stellvertreter Michael seine Vorstellung vom Roman beschreiben: In seinen Romanen sei „alles anders […], als es in der Wirklichkeit gewesen war“, und dennoch sei „alles so wie in der Wirklichkeit“. Man könne im Roman keinen „wahren Report der Wirklichkeit schreiben“, denn allein die Wiedergabe von zehn Minuten erfordere ein paar hundert Seiten. Es handele sich demnach beim „Übertragungsakt der Wirklichkeit in Kunst“ um die Darstellung der „inneren Wahrheit“: „Nur das innere Bild, das man von der Romangestalt, dem Schauplatz, der Situation hat und gestaltet, ist wahr, und da erscheint auf geheimnisvolle Weise alles so, wie es in der Wirklichkeit gewesen ist.“
Anstelle umfangreiche 300 bis 400 Seitenromane zu schreiben, wolle er „in klarer, einfacher Sprache mit den treffenden Worten immer nur das Wesentliche der Schauplätze und Situationen, nur das Charakteristische der handelnden Personen […] schildern und dennoch einen scheinbar von selbst entstandenen ruhigen Fluss der Geschichte […] erzielen. Da erscheine diese neu geschaffene Wirklichkeit, von der vorher nichts existiert habe, dem Leser selbstverständlich wie die Wirklichkeit.“
„Der Romanschriftsteller, der auf […] spartanische Weise viel weglasse und dennoch nichts, sei berechtigt, den Bergarbeiter zu beneiden.“ Michael Vierkant schildert den mühsamen Prozess eines verkürzt geschriebenen Romans am Beispiel der „Räuberbande“, dessen in drei Monaten erarbeiteten Anfang er zitiert: „Plötzlich rollten die Fuhrwerke unhörbar auf dem holprigen Pflaster, die Bürger gestikulierten, ihre Lippen bewegten sich – man hörte keinen Laut, Luft und Häuser zitterten, denn die dreißig Kirchturmglocken von Würzburg läuteten dröhnend zusammen zum Samstagabendgottesdienst. Und aus allen heraus tönte gewaltig und weittragend die große Glocke des Domes, behauptete sich bis zuletzt und verklang. Die Unterhaltungen der Bürger und die Tritte einer Abteilung verstaubter Infanteristen, die über die alte Brücke marschierten, wurden wieder hörbar. Über der Stadt lag Abendsonnenschein: Ein roter Wolkenballen hing über der grauen Festung auf dem Gipfel, und im steil abfallenden königlichen Weinberg blitzten die Kopftücher der Winzerinnen – die Weinernte hatte begonnen. Es roch nach Wasser, Teer und Weihrauch“. Aus dieser ambivalenten Stimmung heraus entwickelt der Autor seine Gesellschaftskritik und veranschaulicht an dem Ambiente die prägenden Kräfte der Umwelt auf die Kinder: „Der Katholizismus, die Klöster, Mönche und Priester, die engen Kurven der Gassen mit den feuchten Schatten, die gotischen Kirchen, die hohen, grauen Mauern, aus denen unvermittelt gotische Fratzenbildwerke springen, all dies zusammen wirkt auf den Menschen von Jugend an. So eine Stadt bringt Böse hervor, die schon als siebenjährige Kinder Sünden beichten mussten. Verblödete, religiös Irrsinnige, Ehrgeizige, bucklig Geborene, heimliche Mörder, Krüppel, Asketen, Kinderschänder … auch Künstler. Und Menschen wie den Lehrer Mager …“
Paul Schlenther, ein Verfechter der naturalistischen Richtung, pries in seiner Rezension das Buch als einen naturalistischen Roman. Andere Kritiker diskutierten über die Einordnung „naturalistisch, neuromantisch, impressionistisch oder expressionistisch“. Der Autor fragt sich, ob er „durch die Zeitströmung auf geheimnisvolle Weise zum Mittler für eine neue Richtung geworden sei.“
Die Zuordnung ist nicht einfach: inhaltlich auf die Hauptfigur bezogen ein Entwicklungsroman, ist der Verlauf der Handlung nicht kontinuierlich, sondern aufgelöst in eine Reihe von Episoden mit eigenständigen Handlungen. Erinnert dies an impressionistische Darstellungen, so ähnelt die realistische Charakterisierung der Personen mit ihrer dialektgefärbten Sprache volkstümlich-naturalistischen Milieuschilderungen. Dazu treten noch surrealistische Züge durch die Erscheinung des „Fremden“.

## Autobiographische Bezüge
Der Protagonist der „Räuberbande“ heißt Michael Vierkant, genauso wie die Hauptfigur in Franks autobiographischem Roman „Links, wo das Herz ist“. In beiden Romanen durchlaufen die Hauptfiguren ähnliche Entwicklungsetappen wie der Autor Leonhard Frank: Schule und Lehre in Würzburg. Hilfsarbeiten an verschiedenen Orten, Kunststudium und Bohèmeleben in München. Im „Herz“ erzählt der Autor auch von seiner Wiederbegegnung mit den „Räuberkameraden“ aus der Kindheit bei einem Zechgelage nach seiner Rückkehr aus dem 17-jährigen Exil.
Frank schrieb noch einen weiteren Roman, in dem er seine Jugenderlebnisse verarbeitet: „Die Ursache“ ist eine Auseinandersetzung mit seinem „Seelenmörder“, dem Lehrer, genannt Dürr oder Mager, der von dem in die Stadt erfolglos zurückkehrenden Schriftsteller Anton Seiler aus Rache für die Demütigungen ermordet wird. Das Erforschen der Ursachen der Tat führt zur Anklage des Schulsystems des wilhelminischen Kaiserreichs.

## Rezeption
Im „Herz“ schildert Michael, stellvertretend für den Autor, die Rezeption seines ersten Romans, für den ihm der Verleger Georg Müller eine Monatsrente von 220 Mark zahlte. Mit der Verleihung des Fontane-Preises (1914) gelang ihm der Durchbruch. Dann erwarb der Inhaber des Insel Verlags Kippenberg die Verlagsrechte für 20 000 Mark, wofür er sich in Zürich ein Haus mit Garten kaufen konnte. „Die Räuberbande“ ist bis heute das erfolgreichste und bekannteste Buch des Autors, das ebenso wie das „Männerquartett“ in viele Sprachen übersetzt und verfilmt wurde. Frank bezeichnet das „Quartett“ als sein „schönste[s] Buch […], in dem Humor und Tragik Arm in Arm durchs Menschenleben gehen.“ Walter Jens und Marcel Reich-Ranicki nahmen „Die Räuberbande“ in die von ihnen herausgegebene zwanzigbändige „Bibliothek des 20. Jahrhunderts“ (1987–1990) auf.

## Fortsetzungen

### Das Ochsenfurter Männerquartett
1927 erzählt Frank in seinem Roman Das Ochsenfurter Männerquartett das weitere Schicksal der ehemaligen rebellischen und von Freiheit träumenden Jugendlichen. Die Handlung spielt mehr als zehn Jahre nach den „Räubern“. Die Protagonisten sind solide Bürger und Familienväter geworden und als Selbständige oder Angestellte zu bescheidenem Wohlstand gekommen, nun hat die Inflation sie arbeitslos gemacht und der alte „Räuberhauptmann“ Oskar Benommen hat die Idee, als Impresario eines Männerquartetts mit den Sängern Georg Bang, Theo Kletterer, Hans Lux, Hans Widerschein in den umliegenden Dörfern aufzutreten und mit den Einnahmen ihren Lebensunterhalt zu verdienen. Doch vor ihrem erfolgreichen Auftritt am Ende des Romans ändern sich die finanziellen Verhältnisse zu ihren Gunsten: einer wird vom Verdacht freigesprochen, seinen Geldgeber ermordet zu haben und erhält seine verpfändete Gastwirtschaft zurück, ein anderer beerbt seine gestorbene Tante, ein dritter heiratet eine reiche Witwe.
Relativ unbeeinflusst von den Sorgen der Erwachsenen führen die Kinder ihr eigenes Leben. Die Lausbuben spielen ihre Streiche und träumen von großen Abenteuern. Theos Sohn Thomas verliebt sich in die Lux-Tochter Hanna, doch hat er mit dem Augenarzt Dr. Huf einen Rivalen. Hanna ist zuerst von dem reiferen Huf beeindruckt, entscheidet sich dann für den Gleichaltrigen und es entwickelt sich am nächtlichen Mainufer eine Liebesbeziehung.

### Von drei Millionen drei
Fünf Jahre nach dem „Männerquartett“ schrieb Frank den Roman „Von drei Millionen drei“ (1932). Die Handlung spielt in der Zeit der großen Weltwirtschaftskrise Anfang der 1930er Jahre und erzählt das Schicksal von drei ehemaligen „Räubern“: Ein Schreiber, ein Schneider und ein Fabrikarbeiter (mit Glasauge) verlassen ihre Heimatstadt am Main und fahren auf Arbeitssuche mit dem Schiff nach Buenos Aires, geraten dort in einen Bürgerkrieg und kehren erfolglos nach Würzburg zurück.

## Ausgaben
- Leonhard Frank: Die Räuberbande. Georg Müller, München und Berlin 1914
- Leonhard Frank: Die Räuberbande. Das Ochsenfurter Männerquartett. Deutscher Bücherbund, Stuttgart 1975.

## Adaptionen

### Verfilmungen
- Die Räuberbande wurde 1928 unter der Regie von Hans Behrendt verfilmt.[8]

- Das Männerquartett ist der Titel eines Films von Michael Verhoeven aus dem Jahr 1978.[9]

- Die beiden Romane Das Ochsenfurter Männerquartett und Von drei Millionen drei wurden 1979 als zweiteiliger DDR-Fernseh-Film unter dem Titel Ende vom Lied gesendet.[10] Der Autor und Regisseur Jurij Kramer veränderte beim „Männerquartett“ den harmonisch volkstümlichen Ausgang der Handlung, verlagerte den Schwerpunkt auf die gesellschaftliche und wirtschaftliche Thematik und verband ihn mit dem zweiten Teil „Von drei Millionen drei“.

Im ersten Teil sind drei ehemalige „Räuber“, Oskar, Hans und Georg, durch die Weltwirtschaftskrise Ende der 1920er Jahre bankrott und arbeitslos. Der vierte, Theo, lebt von den Einnahmen seiner Gärtnerei, v. a. von Grabgebinden. Er schlägt den Freunden vor, im benachbarten Ochsenfurt als „Ochsenfurter Männerquartett“ aufzutreten, um ihren Lebensunterhalt zu verdienen, jedoch finden sie wenig Publikumsresonanz und werden außerdem in einen Mordfall verwickelt.
Im zweiten Teil gehen die Drei, als drei von drei Millionen Arbeitslosen, auf Stellensuche. Sie wandern nach Argentinien aus, wo sie in eine wegen der auch dort herrschenden Arbeitslosigkeit ausgebrochene Revolution hineingeraten und Hans verlieren. Demoralisiert vom Misserfolg kehren Oskar und Georg nach zweijähriger Odyssee nach Deutschland zurück. In Berliner Hinterhöfen singen sie im Duett, aber sie unterliegen erneut den gesellschaftlich-wirtschaftlichen Verhältnissen und wandern als Bettler wieder in ihre fränkische Heimat.

### Hörspiele
- 1956 produzierte der Bayerische Rundfunk das 65-minütige Hörspiel Die Räuberbande. Die Musik stammt von Kurt Brüggemann und die Regie führte Helmut Brennicke. Die Erstsendung fand am 15. Mai 1956 statt.[12]

- Im selben Jahr produzierte der BR die Fortsetzung unter dem Titel Das Ochsenfurter Männerquartett. Auch hier schrieb Kurt Brüggemann die Musik und Helmut Brennicke führte Regie. Die Erstsendung der 74-minütigen Fassung fand am 22. Mai 1956 statt.[13]